# 榆绿木
榆绿木（学名：Anogeissus acuminata）为使君子科榆绿木属的植物。分布于老挝、越南、柬埔寨、缅甸以及中国大陆的云南等地，生长于海拔700米的地区，多生于石灰岩地区，目前尚未由人工引种栽培。